# Defne (Vorname)
Defne ist ein türkischer weiblicher Vorname griechischer Herkunft (Daphne bzw. griechisch Δάφνη „Lorbeer“).

## Namensträgerinnen
- Defne Joy Foster (1979–2011), türkisch-amerikanische Fernsehmoderatorin und Schauspielerin
- Defne Şahin (* 1984), deutsch-türkische Jazzmusikerin